# Comté de Hancock (Iowa)
Pour les articles homonymes, voir Comté de Hancock.
Le comté de Hancock est un comté de l'État de l'Iowa, aux États-Unis.